# Frederick Schule
Frederick William «Fred» Schule (Preston, Iowa, 27 de setembre de 1879 – Nova York, 14 de setembre de 1962) va ser un atleta estatunidenc de començaments del segle xx, especialitzat en les curses amb tanques.
El 1904 va participar en els Jocs Olímpics de Saint Louis, en què guanyà la medalla d'or en els 110 metres tanques. En la cursa dels 200 metres tanques acabà en cinquena posició.
Anteriorment, el 1903, havia guanyat el campionat de la AAU dels 120 iardes tanques.

## Millors marques
- 120 iardes tanques. 15,8", el 1904
- Salt de llargada. 6m 81 cm, el 1901[1]